# Rhopalaea perlucida
Rhopalaea perlucida är en sjöpungsart som beskrevs av Monniot 1997. Rhopalaea perlucida ingår i släktet Rhopalaea och familjen Diazonidae. Inga underarter finns listade i Catalogue of Life.